# QuakeNet
QuakeNet är ett IRC-nätverk med ett genomsnitt på 6000 användare samtidigt och över 6000 kanaler. Det nuvarande rekordet av samtidigt anslutna identer mot QuakeNet är 243 394 och sattes den 8 februari 2005.
Nätverket startades i början av 1997 för personer som spelade spelet QuakeWorld. Efter några år av relativt få användare, sökte sig även folk från andra spel till nätverket och användarstorleken växte explosionsartat. Sedan 2002 har nätverket varit ett av de fyra största i världen och är i nuläget världens största IRC-nätverk.
Quakenet blev populärt för sin stabilitet och sina robotar Q och L, men QuakeNet har flera andra robotar.

## Robotfunktioner
- D – Newserv-modul
- G – Automatisk hjälp- och kontrollservice
- K – Sköter lotterier av t:ex Spelnycklar.
- L – Lättare kanalservice, tagen ur drift när nya Q kom.
- N – Ny Operservice
- N4 – Newserv
- O – IRC-operatörsservice (Ej i bruk längre)
- P – Proxyscan 2
- Q – Tyngre kanalservice, tänkt för spelinriktade kanaler. Ersatt av Q9 som kallas Q nu.
- Q9 – Ny version av Q, Ersatt med gamla Q.
- R – Används för att ansöka om Qoch S.
- S – Spamscan service
- T – Trojanscan
- U – Newserv-modul med Lua.
- Y – Ytterligare en Newserv-modul.
- Z – Ytterligare en Newserv-modul.
- W – Används vid FotbollsVM för QuakeNet's eget bettingsystem.
- Tutor – Används av funktionärer på QuakeNet för att handleda nya användare på IRC
- DevChat – Används när spelutvecklare låter användare på QuakeNet ställa frågor. Påminner om Tutor.